# NBCUniversal
NBCUniversal, LLC ist ein 2004 gegründetes US-amerikanisches Medienunternehmen mit Firmensitz in New York City und gehört zum weltweit drittgrößten Medienunternehmen Comcast. Zu NBCUniversal gehören u. a. die Marken NBC, NBCUniversal Media Group, Universal Studios, USA Network, Syfy, Peacock und Rotten Tomatoes.

## Logos

Logo 2004–2010
Logo von NBCUniversal seit Frühjahr 2011

## Tochterunternehmen/Sender
Zu NBCUniversal gehören eine Vielzahl von Sendern und Affiliates, Themenparks und Produktionsgesellschaften.

### US-amerikanische Sender
- A&E (Joint Venture mit AETN)
- Lifetime (AETN)
- LMN.tv (AETN)
- Lifetime Real Women (AETN)
- National Broadcasting Company (NBC)
- NBC News
- NBC Sports & Olympics
- CNBC (Verbraucherinformations- und Wirtschaftssender)
- CNBC World (Kabelsender)
- USA Network (Kabelsender)
- Universal HD (Kabelsender)
- Syfy Universal (Kabelsender)
- Shop NBC (Kabelsender, Teleshopping)
- Chiller
- E! (E! Entertainment Channel, ehemals Comcast)
- Fearnet (ehemals Comcast)
- Sprout (ehemals Comcast)
- oxygen (ehemals Comcast)
- G4 (Computerspielesender, ehemals Comcast)
- Exercise TV (ehemals Comcast)
- Golf Channel (ehemals Comcast)
- mun2 (ehemals Comcast)
- Cloo - gegründet als Sleuth - (ehemals Comcast)
- Esquire Network - gegründet als Style Network - (Lifestyle-Sender, ehemals Comcast)
- VERSUS, VERSUS HD, VERSUS 3D (Sportsender, ehemals Comcast)
- Bravo (Kabelsender, zeigt ältere NBC-Serien)
- Telemundo Network (spanischsprachige Sender für Hispanics)
- Anteile an History Channel, Discovery Channel und The Learning Channel
- MSNBC (Nachrichtenkanal)
- Anteile von The Weather Channel
- 40 Affiliate Stations (Regionalsender) in den USA (durch den Comcast-Einstieg sind 14 Sport-Regionalsender hinzugekommen)

### Deutsche Sender
- E!, E! HD (E! Entertainment Channel, ehemals Comcast)
- 13th Street, 13th Street HD[2]
- Universal TV, Universal TV HD
- History, History HD (AETN)
- SYFY, SYFY HD
- Studio Universal (vorübergehend eingestellt und als Programmfenster in 13th Street)

Ehemalige Sender
- NBC Europe
- Das Vierte (Free-TV, 2008 an MiniMovie International verkauft)
- GIGA (Free-TV, 2007 an Premiere verkauft)
- The Biography Channel (AETN, bis 22. September 2014)

### Britische Sender
- E! Entertainment Television (ehemals Comcast)
- 13th Street
- CNBC Europe
- History, History HD (AETN)
- Syfy Universal, Syfy Universal HD
- The Biography Channel (AETN)
- Studio Universal
- Hallmark Channel (außerhalb der USA, seit 28. August 2007)
- Movies 24
- Crime and Investigation Network (AETN)

### Sender in weiteren Ländern
- A&E (AETN)
- 13th Street Universal, Calle 13 Universal, 13ème Rue Universal
- Syfy Universal, Syfy Universal HD
- DIVA Universal (Frauensender)
- Universal Channel, Universal Channel HD
- Studio Universal
- E! Entertainment Channel (ehemals Comcast)
- Kids & Co. (Kindersender)
- Hallmark Channel
- STEEL (ehemals Comcast)
- History, History HD (AETN)
- Crime and Investigation Network, Crime and Investigation Network HD (AETN)
- The Biography Channel (AETN)

### Themenparks
Freizeitparks:
- Universal Destinations & Experiences
  - Universal Studios Hollywood in Hollywood in Los Angeles, Kalifornien
  - Universal Orlando Resort in Florida, USA (bestehend aus Universal Studios Florida, Universal Islands of Adventure, Universal Epic Universe und Universal's Volcano Bay Waterpark)
  - Universal Studios Japan in Osaka
  - Universal Studios Singapore in Singapur
  - Universal Studios Beijing in Peking, China
  - Universal Studios Korea in Hwaseong, Südkorea (Eröffnung geplant 2021, es kam zu keiner Eröffnung. Das Projekt gilt als eingestellt.)
  - Universal Studios Moskau, Russland (Eröffnung war geplant für 2022, das Projekt wurde jedoch eingestellt)

Einkaufs- und Freizeitzentren:
- Universal Orlando Citywalk in Orlando, Florida
- Citywalk Hollywood (seit 2004) in Hollywood in Los Angeles, Kalifornien

Ehemalige Parks:
- Universal's Port Aventura in Salou, Spanien (2004 bis 2007)
- Wet ’n Wild Wasserpark in Orlando, Florida (wurde am 31. Dezember 2016 geschlossen)

### Film- und Fernsehstudios
- Universal Studios
- Universal Pictures
- Universal Cable Productions (Produktionsfirma für die Kabelsender)
- Universal Media Studios (Produktionsfirma für die Affiliates)
- Universal Studios Home Entertainment
- NBC Studios im Rockefeller Center
- NBCUniversal Domestic Television Distribution
- NBC Entertainment
- Focus Features
- NBCUniversal Entertainment Japan (see Big Idea Entertainment)

### Digitale Plattformen und Beteiligungen an diesen
- CNBC Digital
- AETN Digital
- NBC.com
- iVillage
- hulu
- Fandango
- DailyCandy

## Versant
Im November 2024 kündigte Comcast an, bestimmte NBCUniversal Fernsehsender abzuspalten und in ein neues börsennotiertes Unternehmen zu überführen, nachdem man im letzten Jahr 365.000 Fernsehabonnenten verlor. Das geplante neue Unternehmen wurde vorerst als „SpinCo“ angekündigt. Im Mai 2025 wurde der richtige Name des neuen Unternehmens bekannt gegeben, was den Namen „Versant“ trägt, und Fernsehsender wie Golf Channel, MSNBC und CNBC umfassen wird. Die Abspaltung und Überführung der Fernsehsender soll noch 2025 durchgeführt sein.